# جزيرة تيدونغ
جزيرة تيدونغ وهي جزيرة من جزر إندونيسيا، وتقع في إقليم جاكارتا.